# Alto (Italia)
Alto (Àutu in ligure, Ato in genovese, Ótu in dialetto ormeasco) è un comune italiano di 151 abitanti della provincia di Cuneo in Piemonte.

## Geografia fisica
Pur essendo un comune piemontese Alto è, assieme al limitrofo comune di Caprauna, strettamente legato alla città ligure di Albenga, del cui entroterra fa parte.
Per motivi storici l'alta Val Pennavaira è amministrativamente parte della Provincia di Cuneo costituendo uno stretto e irregolare triangolo, inserito fra le province di Savona e Imperia. Ambedue i comuni di Alto e Caprauna, caso unico per il Piemonte, si affacciano quindi sul versante marittimo delle Alpi Liguri.
Il suo territorio è situato sul versante sinistro dell'alta Valle Pennavaire e culmina nella cima del monte Dubasso (m 1538); alle quote più basse si trovano in prevalenza boschi di castagni che si diradano via via con l'altitudine per poi aprirsi in ampie distese prative nella conca di San Bartolomeo e alle pendici del monte Dubasso.
Ecclesiasticamente fa parte della diocesi di Mondovì e territorialmente apparteneva alla comunità montana Alto Tanaro Cebano Monregalese.
Il capoluogo, unico centro abitato del comune, sorge a una quota di 645 metri su di un terrazzo naturale che domina la media e bassa valle, molto decentrato rispetto al territorio comunale; è costituito da un piccolo nucleo tra il castello e la primitiva parrocchiale, ampliatosi col tempo lungo le due direttrici principali, quella per Albenga, quella per la Valle Arroscia e il Piemonte. Il nome, antico deriva da Altum e indica l'altura sulla quale sorge o comunque che il borgo sorge in posizione sopraelevata rispetto alla valle.

## Storia
Intorno al 9000-8000 a.C. l'ultima glaciazione sospinse verso sud quelle popolazioni a cui venne dato il nome di Liguri; nella zona sono stati individuati dodici località in cui sono stati rinvenuti reperti che vanno dal periodo Epipaleolitico delle grotte Arma du Stevanin e Arma di Nasino al periodo Mesolitico delle grotte Camere e ai periodi Neolitico ed Eneolitico di quasi tutte le altre località. Questi reperti, tutti conservati al Museo Preistorico di Albenga, rappresentano l'evoluzione della popolazione fino a che non abbandonò le grotte per stabilirsi gradualmente all'aperto nei "castellari" passando da un'economia prevalentemente di caccia e raccolta a una basata sulla pastorizia seminomade.
Fu determinante nella scelta della posizione la terrazza naturale dalla quale si può dominare la media Valle Pennavaire e sulla quale venne eretta una fortificazione per l'avvistamento dei Saraceni rinforzata dai Marchesi di Savona (X-XI secolo) ed affidata poi ai conti Cepollini (25 luglio 1320). Attorno a questa fortificazione probabilmente venne a radunarsi quella popolazione di pastori discendente degli antichissimi cacciatori insediati nelle numerose grotte della zona.
Occorre arrivare all'XI secolo per riuscire nuovamente a seguirne la storia. Fece parte dei possedimenti di Bonifacio del Vasto, quindi, dopo lo smembramento di questi, pervenne ai Marchesi di Clavesana (già signori di Albenga) che il 25 luglio 1320 lo infeudarono ai conti Cepollini. Questi, nonostante numerose vicissitudini, ne sono rimasti tuttora in possesso. È da segnalare il fatto che Caprauna seguì sempre le sorti di Alto in quanto parte dello stesso feudo. Nel 1736, in seguito al trattato di Vienna, il feudo passò ai Savoia e divenne così piemontese.
Durante la seconda guerra mondiale Alto è stata teatro di numerosi episodi di resistenza partigiana, tra cui la battaglia in cui trovò la morte Felice Cascione, il medico autore del popolare motivo Fischia il vento. È ricordato da un cippo con lapide, in località Fontane. Sempre ad Alto, nel giorno dell'Epifania 1944 venne cantata per la prima volta in forma ufficiale Fischia il vento.

### Simboli
Lo stemma e il gonfalone del Comune di Alto sono stati concessi con decreto del presidente della Repubblica del 3 novembre 2009.
(D.P.R. 03.11.2009 concessione di stemma e gonfalone)
Il gonfalone è un drappo di bianco con la bordatura di rosso.

## Monumenti e luoghi d'interesse

### Castelli

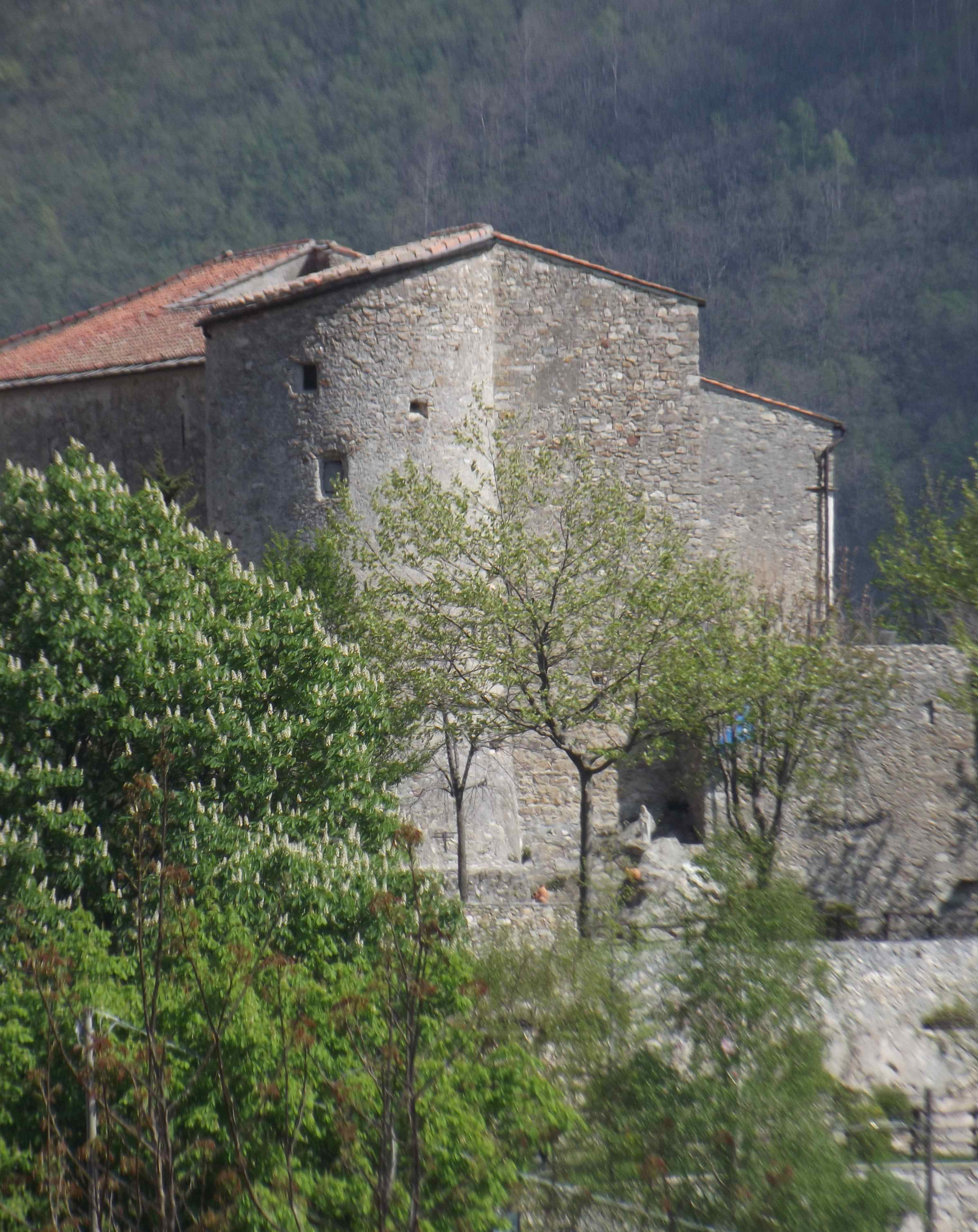
Il castello (2015)

- Il castello dei Conti Cepollini - inserito nel circuito dei "Castelli Aperti" del Basso Piemonte - fu edificato nel XIV secolo probabilmente su un'antica fortificazione. Fu poi parzialmente distrutto durante il periodo napoleonico; nonostante rimaneggiamenti e aggiunte conserva tuttora la sua fisionomia medievale. È visitabile nel periodo estivo.

### Architetture religiose

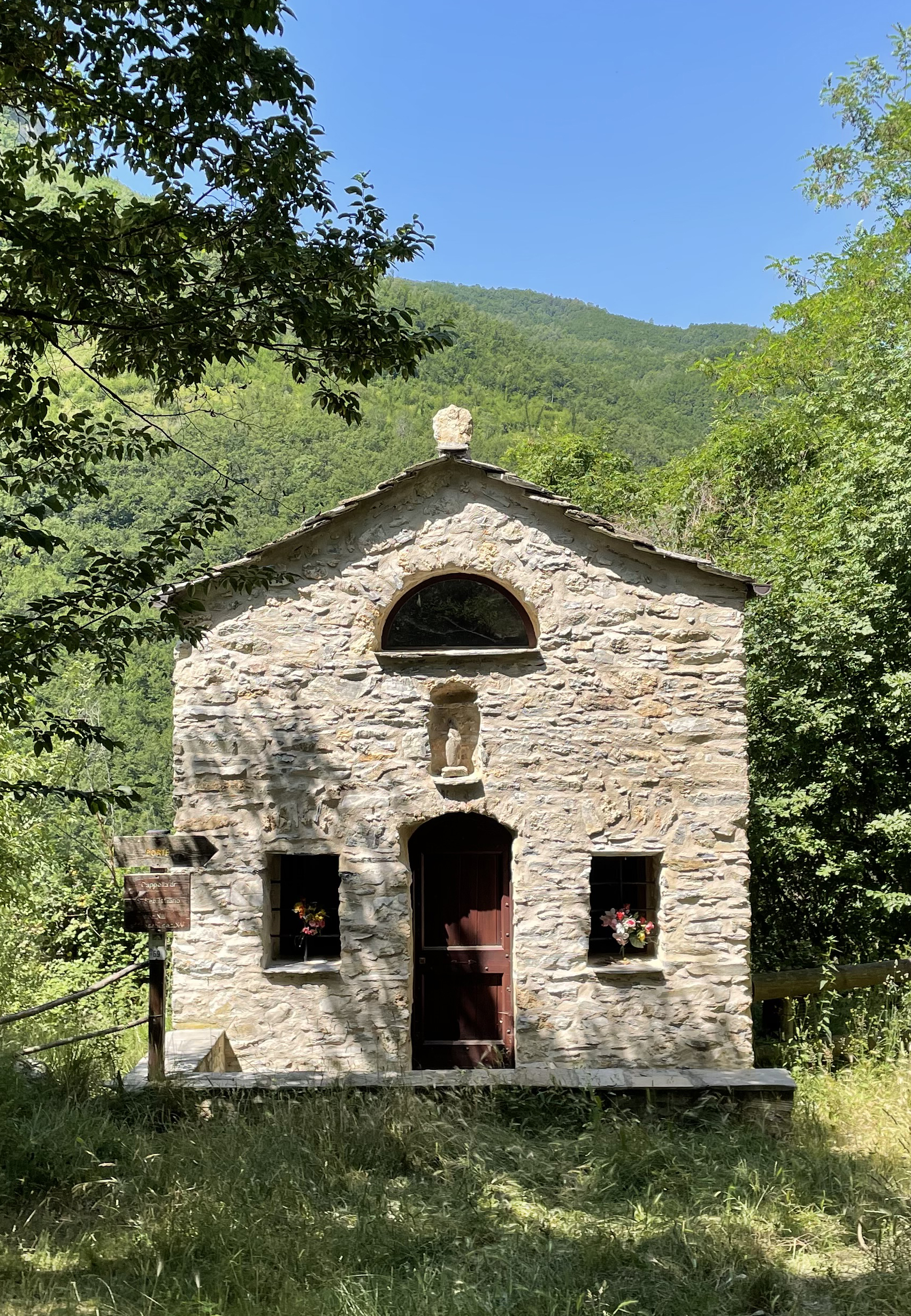
San Sebastiano (2022)

- La chiesa parrocchiale, dedicata a san Michele Arcangelo, fu edificata verso la fine del XVII secolo, presenta stucchi della stessa epoca e decorazioni del XIX secolo. Fu decorata e restaurata nel 1753 e ripresa alla fine del Ottocento ad opera del pittore di Ormea, Arduino. Nel 1970 ha subito un consistente restauro che ha portato alla modifica del pronao. L'altare maggiore è in marmo, è in stile barocco; gli altri sei altari disposti ai lati della navata sono in stucco. La festa del santo patrono è celebrata il giorno 29 settembre con tradizionale processione per le vie del paese.
- L'oratorio di San Bartolomeo: sconsacrato, fu l'antica parrocchiale ed in seguito oratorio dei Disciplinanti. È sede di un museo temporaneo sul paese e con la possibilità di ospitare mostre e convegni.
- L'oratorio di San Sebastiano: situato all'uscita del paese sull'antica mulattiera che conduceva a Caprauna, presenta un affresco del XV secolo; è stato restaurato intorno al 2019.
- Il Santuario della Madonna del Lago: a 3 km dal paese, sorge nei pressi di un piccolo laghetto il Santuario edificato alla fine del XIX secolo La prima domenica di luglio esso richiama da sempre un gran numero di fedeli e visitatori in occasione della celebrazione della festa della Visitazione e della tradizionale processione. Tale processione si snoda intorno al lago ed è caratterizzata dalla "Cassa" rappresentante la Visitazione di Maria a Sant'Elisabetta, dai priori vestiti con le caratteristiche cappe bianche, i quali cantano le antiche laudi, dalle confraternite provenienti dai paesi vicini che trasportano a braccia gli imponenti "Cristi" e completata dal corteo religioso e dai gruppi corali. Di fronte al Santuario sorge la primitiva cappella, ora adibita a locanda aperta nel periodo primavera-estate. La zona è attrezzata ad area pic-nic e da qui si dipartono i percorsi che conducono all'Alta Via e ai monti Armetta, Dubasso e Galero. Nei pressi del santuario sono disseminate numerose rocce molto frequentate dagli amanti del free climbing; la località è frequentata anche da appassionati di parapendio che dispongono nelle immediate circostanze di luoghi favorevoli al decollo e all'atterraggio.

### Aree naturali
- Grotte: disseminate su tutto il territorio comunale, rappresentano un suggestivo itinerario storico e paesaggistico.

### Altri siti
- Le caselle[9]: rappresentano antichi ripari in pietra per pastori. Suggeriscono un percorso alternativo sui sentieri e sui luoghi della pastorizia.
- Murale a Felice Cascione: all'ingresso del paese, venendo da Albenga, nell'agosto 2005, è stato dipinto da Francesco Del Casino un murale che ricorda il partigiano.

## Società

### Evoluzione demografica
Abitanti censiti

### Etnie e minoranze straniere
Gli stranieri residenti ad Alto sono 2 cittadini di nazionalità Rumena, pari al 1,64% della popolazione comunale.

## Cultura

### Feste e fiere
- la festa patronale di San Michele arcangelo il 29 settembre.
- sagra degli sciancui nel mese di luglio.
- Raduno Interregionale Partigiano in memoria di Felice Cascione la 1ª domenica di agosto.
- la castagnata 1ª domenica di ottobre.

## Infrastrutture e trasporti
Il territorio comunale è attraversato dalla strada provinciale che lo collega con Albenga e la statale Aurelia (25 km) e con Ormea e la strada statale 28 del Colle di Nava (23 km).

## Amministrazione

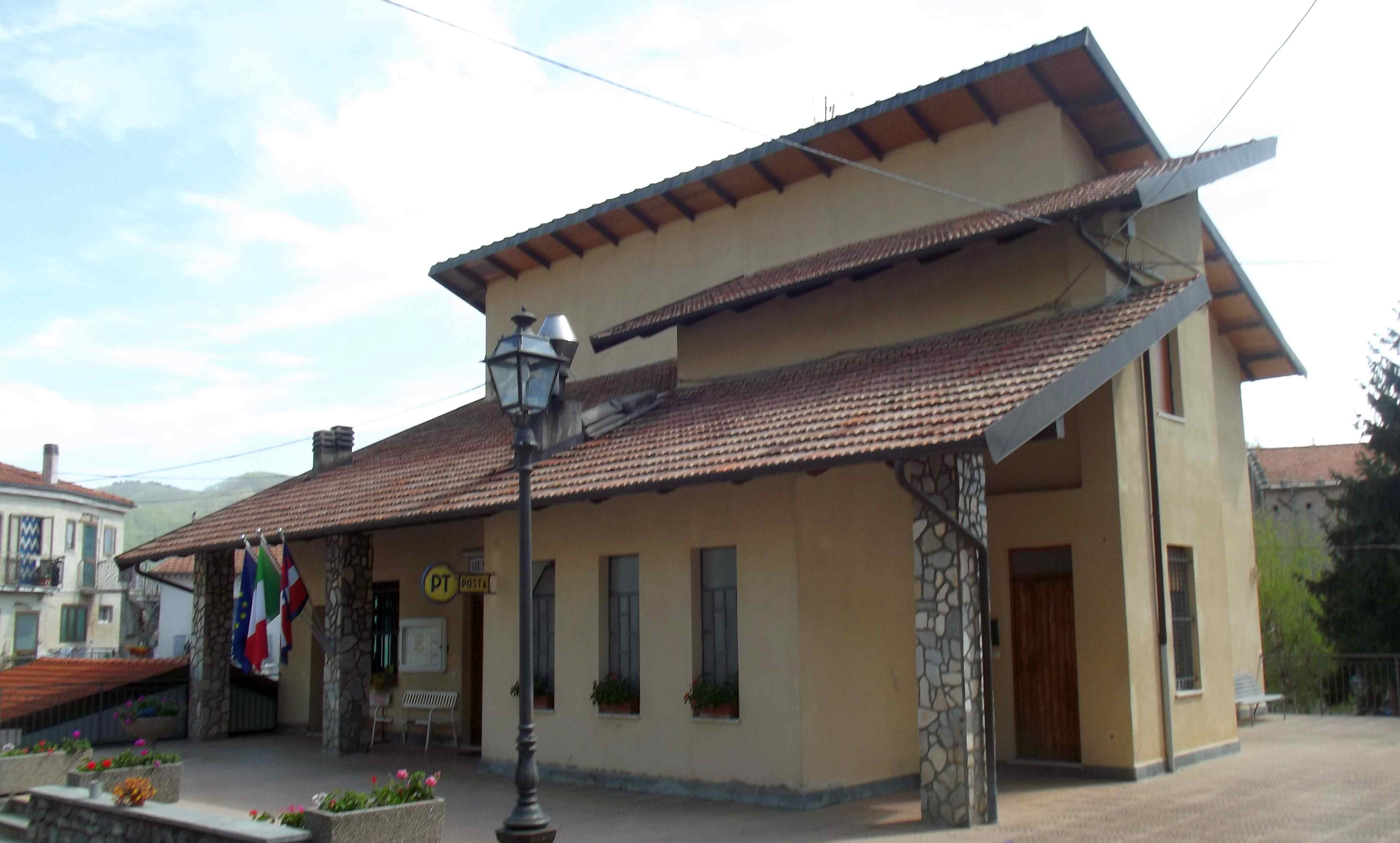
Il municipio

| Periodo          | Periodo          | Primo cittadino      | Partito                                                         | Carica              | Note   |
| ---------------- | ---------------- | -------------------- | --------------------------------------------------------------- | ------------------- | ------ |
| 1º giugno 1985   | 19 maggio 1990   | Giuseppe Deandreis   | DC                                                              | Sindaco             | [ 11 ] |
| 19 maggio 1990   | 24 febbraio 1994 | Enrico Deandreis     | lista civica                                                    | Sindaco             | [ 11 ] |
| 24 aprile 1995   | 14 giugno 1999   | Luigi Borghi         | indipendente                                                    | Sindaco             | [ 11 ] |
| 14 giugno 1999   | 14 giugno 2004   | Luigi Borghi         | lista civica                                                    | Sindaco             | [ 11 ] |
| 14 giugno 2004   | 22 febbraio 2008 | Francesco De Andreis | lista civica                                                    | Sindaco             | [ 11 ] |
| 22 febbraio 2008 | 26 febbraio 2008 | Francesco D'Angelo   |                                                                 | Comm. prefettizio   | [ 11 ] |
| 26 febbraio 2008 | 15 aprile 2008   | Francesco D'Angelo   |                                                                 | Comm. straordinario | [ 11 ] |
| 15 aprile 2008   | 27 maggio 2013   | Renato Sicca         | indipendente                                                    | Sindaco             | [ 11 ] |
| 27 maggio 2013   | 10 giugno 2018   | Renato Sicca         | lista civica Per continuare nella tradizione e nel rinnovamento | Sindaco             | [ 11 ] |
| 11 giugno 2018   | 14 maggio 2023   | Renato Sicca         | lista civica Per continuare nella tradizione e nel rinnovamento | Sindaco             | [ 11 ] |
| 15 maggio 2023   | in carica        | Mauro De Andreis     | lista civica Sempre Più "In Alto"                               | Sindaco             | [ 11 ] |